# 兰屿悬钩子
兰屿悬钩子（学名：Rubus alnifoliolatus var. kotoensis）为蔷薇科悬钩子属下的一个变种。

## 扩展阅读
- 維基物種上的相關：兰屿悬钩子